# Shaun Evans (Schiedsrichter)
Shaun Evans (* 21. Oktober 1987 in Melbourne) ist ein australischer Fußballschiedsrichter. Er steht als dieser seit 2017 sowie als Video-Assistent seit 2021 auf der Liste der FIFA-Schiedsrichter.

## Karriere
Nebst der lokalen A-League und dem Australia Cup leitete er auch schon vereinzelt Spiele in der indonesischen Liga 1 und der Chinese Super League. International leitet er seit 2021 Spiele der AFC Champions League und seit 2018 auch Freundschaftsspiele zwischen Nationen. Zur Weltmeisterschaft 2022 wurde er ins Aufgebot der Video-Assistenten berufen.